# Grahamomyia
Grahamomyia is een geslacht van steltmuggen (Limoniidae). Het geslacht telt slechts één soort en komt voor in Sichuan, China.

## Soorten
- Grahamomyia bicellula